# 杜牧河
杜牧河(1949年- )，臺南市南區灣裡人，於2020年經文化部登錄認定為重要傳統工藝「泥塑」保存者。

## 生平
他原名木河，因幼時體弱多病，父母聽從算命先生建議，取偏名「炎仔」，以補八字缺五行「火」之不足；至今人稱「炎師（司）」。
出身「捏麵尪仔」(捏麵人) 家族，自小從父親杜定仁習藝，小學畢業後繼承家業販售麵尪仔，賺取家用。1966年與從事醮壇牌樓製作的杜瑞玉師傅合作，以米、麵粉為基材，布置民間信仰供品的「看牲排場」，逐步擴展名氣。並由杜師傅引介認識糊紙、花燈大師陳金泳，受其指點，23 歲與黃順安師傅 (洪順發徒 弟) 學習剪黏，雖僅維持 3 個月，但也是再續與洪華一派的緣分。
炎師熟悉泥塑藝術的工序工法，臺南市文化資產管理處曾委託其製作玄天上帝神像典藏，同時記錄其出現在宮廟中的作品，也40 餘處之多。

## 榮譽
2015年經臺南市政府認定傳統工藝「泥塑」保存者。
2020年經文化部登錄認定為重要傳統工藝「泥塑」保存者。

## 展覽
2007年台南文化中心展覽-牧河老師捏塑粘土藝術展。

## 出版品
<似巧拙中見自然：杜牧河泥塑技法影音專輯>
1. ↑  . Rti 中央廣播電臺.   [2023-04-25]. （原始内容存档于2023-04-25） （中文（臺灣））.
2. ↑  臺南市文化資產管理處. . 臺南市文化資產管理處. 2023-04-25  [2023-04-25]. （原始内容存档于2023-05-01）.
3. ↑  高雄市傳統藝術普查委託研究計畫 

研究單位：國立高雄大學民族藝術系 研究主持人：侯淑姿

https://khcc.kcg.gov.tw/PhotoData/960607.pdf
4. ↑  臺南市文化資產管理處. . 臺南市文化資產管理處. 2023-06-09  [2023-06-09]. （原始内容存档于2023-05-01）.
5. ↑  人間福報. . 人間福報.   [2023-04-25]. （原始内容存档于2023-04-29） （中文（臺灣））.
6. ↑  嘉義市政府文化局 張瑞益粧佛調查研究及保存維護計畫 (pg94-96)
7. ↑  自由時報電子報. . 自由時報電子報.   [2023-06-09]. （原始内容存档于2023-06-09） （英语）.
8. ↑  自由時報電子報. . 自由時報電子報. 2021-09-25  [2023-06-09]. （原始内容存档于2023-06-09） （中文（臺灣））.
9. ↑  三立新聞網. . www.setn.com. 2019-10-08  [2023-06-09]. （原始内容存档于2023-06-09） （中文（臺灣））.
10. ↑  . 隨意窩 Xuite. 2007-07-26.